# Hertia ciliata
Hertia ciliata là một loài thực vật có hoa trong họ Cúc. Loài này được (Harv.) Kuntze mô tả khoa học đầu tiên năm 1891.